# Denkmäler der Tonkunst in Bayern
Denkmäler der Tonkunst in Bayern ist eine Reihe mit Ausgaben historischer Musik aus Bayern vom Barock bis zur Romantik. Sie bildet die Folge 2 der Denkmäler deutscher Tonkunst. Die Reihe Denkmäler der Tonkunst in Bayern erschien in einer Alten Folge (1900–1931) und einer Neuen Folge (seit 1967).  Sie wird veröffentlicht von der Gesellschaft für Bayerische Musikgeschichte.

## Inhaltsübersicht

### Alte Folge
- 1., Jahrgang I (1900): Ausgewählte Werke des Kurfürstlich Bayerischen Konzertmeisters Evaristo Felice Dall’Abaco (1675–1742). Erster Teil – Eingeleitet und herausgegeben von Adolf Sandberger.
- 2., Jahrgang II (1901/02), Band 1: Klavierwerke von Johann Pachelbel (1653–1706). Nebst beigefügten Stücken von Wilhelm Hieronymus Pachelbel (1686–1764, Sohn des Vorigen). – Eingeleitet und herausgegeben von Max Seiffert. Mit biographischen Vorbemerkungen von Adolf Sandberger.
- 3., Jahrgang II, Band 2: Ausgewählte Werke des Kurfürstlich Bayerischen Hofkapellmeisters Johann Kaspar Kerll (1627–1693). Erster Teil. – Eingeleitet und herausgegeben von Adolf Sandberger.
- 4., Jahrgang III (1902/03), Band 1: Sinfonien der Pfalzbayerischen Schule (Mannheimer Schule). Johann Stamitz (1717–1757). Franz Xaver Richter (1709–1789). Anton Filtz (ca. 1725–1760). – Eingeleitet und herausgegeben von Hugo Riemann.
- 5., Jahrgang III, Band 2: Ludwig Senfls Werke. Erster Teil. – Eingeleitet und herausgegeben von Theodor Kroyer. Nebst einer Abhandlung über Senfls Geburtsort und Herkunft von Adolf Thürlings.
- 6., Jahrgang IV (1903/04), Band 1: Orgelkompositionen von Johann Pachelbel (1653–1706). Nebst beigefügten Stücken von Wilhelm Hieronymus Pachelbel (1686–1764). – Eingeleitet und herausgegeben von Max Seiffert
- 7., Jahrgang IV, Band 2: Ausgewählte Werke von Christian Erbach (1570–1635). Erster Teil. Werke für Orgel und Klavier. Werke Hans Leo Haßlers (1565–1612). Erster Teil. Werke für Orgel und Klavier. Mit beigefügten Stücken von Jakob Haßler (1569–1621/22, Bruder des Vorigen). – Eingeleitet und herausgegeben von Ernst von Werra.
- 8./9., Jahrgang V (1904/05): Werke Hans Leo Haßlers. Zweiter Teil. Lieferung 1. Bemerkungen zur Biographie Hans Leo Haßlers und seiner Brüder, sowie zur Musikgeschichte der Städte Nürnberg und Augsburg im 16. und zu Anfang des 17. Jahrhunderts. – Von A. Sandberger. 2. Lieferung. Canzonette von 1590 und Neüe Teütsche Gesang von 1596. – Eingeleitet und herausgegeben von Rudolf Schwartz. 1. Lieferung Text. 2. Lieferung Text, Noten.
- 10., Jahrgang VI (1905/06), Band 1: Nürnberger Meister der zweiten Hälfte des 17. Jahrhunderts. Geistliche Konzerte und Kirchenkantaten. – Herausgegeben von Max Seiffert: Paul Hainlein, Heinrich Schwemmer (1621–1696), Georg Caspar Wecker, Johann Pachelbel, Johann Philipp Krieger, Johann Krieger
- 11., Jahrgang VI, Band 2: Ausgewählte Werke von Agostino Steffani (1654–1728). Erster Teil. – Herausgegeben von Alfred Einstein und Adolf Sandberger. – Ausarbeitungen des Basso continuo von Franz Bennat.
- 12., Jahrgang VII (1906/07), Band 1: Ausgewählte Werke des Nürnberger Organisten Johann Staden (1581–1634). Erster Teil. – Eingeleitet und herausgegeben von Eugen Schmitz.
- 13., Jahrgang VII, Band 2: Sinfonien der Pfalzbayerischen Schule Mannheimer Symphoniker. Zweiter Teil, erste Hälfte. Johann Stamitz (1717–1757). Franz Xaver Richter (1709–1789). Anton Filtz (ca. 1725–1760). Ignaz Holzbauer (1711–1783). Giuseppe Toeschi (1724–1788). – Eingeleitet und herausgegeben von Hugo Riemann.
- 14., Jahrgang VIII (1907/08), Band 1: Ausgewählte Werke des Nürnberger Organisten Johann Staden (1581–1634). Zweiter Teil. – Herausgegeben von Eugen Schmitz, Ausarbeitungen des Basso continuo von R. Lederer.
- 15., Jahrgang VIII, Band 2: Sinfonien der Pfalzbayerischen Schule Mannheimer Symphoniker. Zweiter Teil, zweite Hälfte. – Christian Cannabich (1731–1798). Karl Stamitz (1746–1801). Franz Ignaz Beck (1734–1809). Ernst Eichner (1740–1777). – Bearbeitet und herausgegeben von Hugo Riemann.
- 16., Jahrgang IX (1908/09), Band 1: Ausgewählte Werke des Kurfürstlich Bayerischen Konzertmeisters Evaristo Dall’Abaco (1675–1742). Zweiter Teil. – Eingeleitet und herausgegeben von Adolf Sandberger. Bearbeitung des Basso continuo von Anton Beer-Walbrunn, Max Meyer-Olbersleben und Joseph Venzl
- 17., Jahrgang IX, Band 2: Ausgewählte Werke von Leopold Mozart (geb. zu Augsburg 14. November 1719, gest. zu Salzburg 28. Mai 1787). – Eingeleitet und herausgegeben von Max Seiffert. Bearbeitung des Basso continuo vom Herausgeber, der Klavierauszüge von Max Schneider.
- 18., Jahrgang X (1909/10), Band 1: Ausgewählte Werke von Gregor Aichinger (1564–1628). Erster Teil. – Eingeleitet und herausgegeben von Theodor Kroyer.
- 19., Jahrgang X, Band 2: Ausgewählte Werke von Adam Gumpelzhaimer (1559–1625). Eingeleitet und herausgegeben von Otto Mayr.
- 20., Jahrgang XI (1910/11) Band 1: Werke Hans Leo Haßlers. Dritter Teil. Madrigale zu 5, 6, 7, und 8 Stimmen von 1596. – Eingeleitet und herausgegeben von Rudolf Schwartz.
- 21., Jahrgang XI, Band 2: Ausgewählte Werke von Agostino Steffani (1654–1728). Zweiter Teil. Erster Band der Opern. Alarico. München, 18. Januar 1687. – Herausgegeben von Hugo Riemann.
- 22., Jahrgang XII (1911/12), Band 1: Ausgewählte Werke des Fürstl. Oettingen-Wallersteinischen Kapellmeisters Antonio Rosetti (1750–1792). – Eingeleitet und herausgegeben von Oskar Kaul.
- 23., Jahrgang XII, Band 2: Ausgewählte Werke von Agostino Steffani (1654–1728). Dritter Teil. Zweiter Band der Opern. Ausgewählte Stücke aus: Marco Aurelio (München, 12./13. Februar 1681). Servio Tullio (München, 18. [?] Januar 1686). Niobe (München, 5. Januar 1688). Henrico Leone (Hannover, Januar 1689). La Lotta d'Ercole con Acheloo (Hannover, Sommer 1689). La Superbia d'Alessandro [Il Zelo di Leonato] (Hannover 1690 [1691]). Le Rivali Concordi [Atalanta] (Hannover, 10./12. Februar 1692). Orlando Generoso (Hannover, Dezember 1691). La Libertà Contenta [Alcibiade] (Hannover, 3./6. Februar 1693). I Trionfi del Fato [Le Glorie d'Enea] (Hannover, Dezember 1695). Briseïde (Hannover, Karneval 1696). Tassilone (Düsseldorf 1709). Amor Vien dal Destino [Il Turno] (Düsseldorf 1709). – Eingeleitet und herausgegeben von Hugo Riemann. – XXXVI Seiten Text, 191 Seiten Noten.
- 24., Jahrgang XIII (1912/13): Ausgewählte Werke des Nürnberger Organisten Johann Erasmus Kindermann (1616–1655). Erster Teil. – Eingeleitet und herausgegeben von Felix Schreiber.
- 25., Jahrgang XIV (1913/14), Band 1: Ausgewählte Szenen aus il Farnace (1752), I Tantaridi (1760), Iphigenia in Tauride (1759), Le Feste d'Imeneo (1760), Antigona (1772) und La Sofonisba, del Sig. Mattia Verazj, dramma per musica da rappresentarsi alla corte elettorale palatina, in occasione del felicissimo giorno del nome del serenissimo elettore, l'anno 1772 von Tommaso Traetta (1727–1779). – Eingeleitet und herausgegeben von Hugo Goldschmidt. Bearbeitung des Basso continuo von Anton Beer-Walbrunn. Klavierauszüge von Hugo Leichtritt und Anton Beer-Walbrunn.
- 26., Jahrgang XIV, Band 2: Christoph Willibald Gluck, Le Nozze d'Ercole e d'Ebe, Dramma per musica da rappresentarsi nella villa reale di Pillnitz in occasione delle doppie auguste Nozze celebrate in Dresda l'anno 1747. – Eingeleitet und herausgegeben von Hermann Abert.
- 27., Jahrgang XV (1914/15): Mannheimer Kammermusik des 18. Jahrhunderts. I. Teil. Quartette und Quintette (ohne Klavier) von Franz Xaver Richter (1709–1789), Ignaz Holzbauer (1711–1783), Johann Baptist Wendling (1720–1797), Karl Joseph Toeschi (1724–1788), Christian Cannabich (1731–1798), Ernst Eichner (1740–1777), Karl Stamitz (1746–1801), Abt Georg Joseph Vogler (1749–1814), Anton Stamitz (1754–1820), Franz Danzi (1763–1826). Eingeleitet und herausgegeben von Hugo Riemann.
- 28., Jahrgang XVI (1915/16): Mannheimer Kammermusik des 18. Jahrhunderts. II. Teil. Trios und Duos (ohne Klavier und mit obligatem Klavier) von Franz Xaver Richter (1709–1789), Johann Stamitz (1717–1757), Karl Joseph Toeschi (1724–1788), Anton Filtz (1730–1760), Ernst Eichner (1740–1777), Wilhelm Cramer (1746–1799)[1], Karl Stamitz (1746–1801), Johann Friedrich Edelmann (1749–1794), Franz Xaver Sterkel (1750–1817), Anton Stamitz (1754–1820). – Eingeleitet und herausgegeben von Hugo Riemann.
- 29., Jahrgang XVII: Ausgewählte Szenen aus La Sofonisba, Del Sig. Mattia Verazj, dramma per musica da rappresentarsi alla corte ellettorale palatina, in occasione del felicissimo giorno del nome del serenissimo elettore, l'anno 1762 von Tommaso Traetta (1727–1779). Ausgewählte Werke. II. Teil. – Eingeleitet und herausgegeben von Hugo Goldschmidt. Bearbeitung des Basso continuo von Anton Beer-Walbrunn. Klavierauszug von Hugo Leichtentritt und Anton Beer-Walbrunn.
- 30., Jahrgang XVIII: Johann Krieger, Franz Xaver Murschhauser und Johann Philipp Krieger, Gesammelte Werke für Klavier und Orgel. – Herausgegeben von Max Seiffert.
- 31., Jahrgang XIX / XX: Ausgewählte Werke von Pietro Torri. Erster Teil. – Herausgegeben von Hermann Junker.
- 32., Jahrgang XXI – XXIV: Johannes Erasmus Kindermann. Ausgewählte Werke. Zweiter Teil. – Herausgegeben nach den hinterlassenen Materialien von Felix Schreiber und eingeleitet von Bertha Antonia Wallner. Bearbeitung des Basso continuo von Max Meyer-Olbersleben und Alfred Lorenz.
- 33., Jahrgang XXV: Anton Rosetti. Ausgewählte Werke. Zweiter Teil. – Eingeleitet und herausgegeben von Oskar Kaul.
- 34., Jahrgang XXVI: Jacobus de Kerle. Ausgewählte Werke. Erster Teil. – Eingeleitet und herausgegeben von Otto Ursprung.
- 35., Jahrgang XXVII / XXVIII: Johann Christoph Pez. Ausgewählte Werke. Herausgegeben und eingeleitet von Bertha Antonia Wallner. Bearbeitung des Basso continuo von August Reuss.
- 36., Jahrgang XXIX / XXX: Andreas Raselius. Ausgewählte Werke. – Herausgegeben von Ludwig Roselius.
- 37., Jahrgang XXXI – XXXVI. Rupert Ignaz Mayr. Ausgewählte Kirchenmusik. – Bearbeitet von Karl Gustav Fellerer. – X Seiten Text, 147 Seiten Noten.
- 38., Jahrgang XXXVII / XXXVIII. Johann Wolfgang Franck. Die drey Töchter Cecrops. – Herausgegeben von Gustav Friedrich Schmidt. Generalbaßbearbeitung von Anton Beer-Walbrunn.

### Neue Folge
- 9 (= Jg. V, 2): Hans Leo Hassler, Canzonette von 1590 und Neue Teutsche Gesang von 1596. Herausgegeben von R. Schwartz, revidiert von C. R. Crosby jr. (= Hans Leo Hassler, Sämtliche Werke, Bd. 2). 1962, 2. Aufl. 1975.
- 20 (= Jg. XI, 1): Hans Leo Hassler, Madrigale für fünf bis acht Stimmen. Herausgegeben von R. Schwartz, revidiert von C. R. Crosby jr. (= Hans Leo Hassler, Sämtliche Werke, Bd. 3). 1968.
- 22 (= Jg. XII,1): Antonio Rosetti (1750–1792), Ausgewählte Sinfonien. Nebst einem thematischen Verzeichnis der Instrumentalkompositionen herausgegeben und neu revidiert von O. Kaul. 1968.
- 34 (= Jg. XXVI): Jacobus de Kerle (1531/32–1591), Ausgewählte Werke, 1. Teil: "Preces speciales etc." für das Konzil von Trient, 1562. Eingeleitet und herausgegeben von O. Ursprung, revidiert und durch ein thematisches Verzeichnis der Werke de Kerles ergänzt von R. Machold. 1974.
- 36 (= Jg. XXIX/XXX): Andreas Raselius (ca. 1563–1602), Cantiones Sacrae. Herausgegeben, neu revidiert und ergänzt von L. Roselius. 1972.
- 1. Evaristo Felice dall'Abaco (1675–1742), Ausgewählte Werke, 3. Teil: 16 Concerti aus Opus II, V und VI. Unter Verwendung des Nachlasses von A. Sandberger herausgegeben von H. Schmid. 1967.
- 2. Kirchenmusik der Mannheimer Schule, 1. Auswahl: Die älteren Mannheimer (Johann Hugo von Wilderer, C. L. P. Grua d. Ä.((wohl Carlo Luigi Grua)) und C. L. P. Grua d. J. ((wohl Franz Paul Grua))). Nebst einem thematischen Verzeichnis der geistlichen Kompositionen Mannheimer Hofmusiker herausgegeben von E. Schmitt. 1982.
- 3. Kirchenmusik der Mannheimer Schule, 2. Auswahl: Johann Stamitz (1717–1757), Missa Solemnis in D und Motetto de Venerabili Sacramento. Herausgegeben von E. Schmitt. 1980.
- 4. Musik der bayerischen Hofkapelle zur Zeit Orlando di Lassos, 1. Auswahl: Madrigali a cinque voci de floridi virtuosi del serenissimo duca di Baviera, Venedig 1569 und 1575. Herausgegeben von H. Leuchtmann. 1981.
- 5. E. T. A. Hoffmann (1776–1822), Aurora. Große romantische Oper (Bamberg 1811/12). Herausgegeben von H. Dechant. 1984.
- 6. Johann Löhner (1645–1705), Die triumphirende Treu, Sing-Spiel (Ansbach 1679). Nach den Quellen rekonstruiert und herausgegeben von W. Braun. 1984.
- 7. Musik der bayerischen Hofkapelle zur Zeit Orlando di Lassos, 2. Auswahl: Sdegnosi Ardori. 55 Vertonungen eines Madrigaltextes aus der Zeit von 1583 bis 1678. Herausgegeben von H. Leuchtmann. 1989.
- 8. Johann Philipp Krieger (1649–1725), XII Suonate a doi Violino e Viola da Gamba. Opera seconda 1693. Anhang: "Surgitecum gaudio". Kantate für Sopran und Instrumente 1688. Herausgegeben von Folkmar Längin. 1988.
- 9. Franz Xaver Murschhauser, Vespertinus Latriae et Hyperduliae cultus op. 2 (Ulm 1700). Herausgegeben von Rudolf Walter. XX u. 159 Seiten. 1992.
- 10. Georg Arnold, Missa quarta 1672 und Sacrae Cantiones. Herausgegeben von Gerhard Weinzierl. 1994.
- 11. Christian Cannabich, Ausgewählte Symphonien aus der Münchener Schaffensperiode. Herausgegeben von Stephan Hörner. 1996.
- 12. Ivo de Vento, Sämtliche Werke. Abteilung A: Motetten Bd. 1. Herausgegeben von A. De Groote. 1998.
- 13. Ivo de Vento, Sämtliche Werke. Abteilung A: Motetten Bd. 2. Herausgegeben von A. De Groote. 2010.
- 14. Ivo de Vento, Sämtliche Werke. Abteilung B: Deutsche Lieder Bd. 1. Herausgegeben von Nicole Schwindt. 2002.
- 15. Ivo de Vento, Sämtliche Werke. Abteilung B: Deutsche Lieder Bd. 2. Herausgegeben von Nicole Schwindt. 2003.
- 16. Ivo de Vento, Sämtliche Werke. Abteilung C: Viersprachendruck und sonstige Einzelwerke. Herausgegeben von A. De Groote. 2019.
- 17. Symphonische Dichtungen von August Reuß, Felix vom Rath und Clemens von Franckenstein. Herausgegeben von Stephan Hörner. 2005.
- 18. Abbé Georg Joseph Vogler, Requiem in Es-Dur. Herausgegeben von Joachim Veit. 2007.
- 19. Johann Kaspar Kerll, Delectus Sacrarum Cantionum (München 1669). Herausgegeben von Bettina Eichmanns. 2006.
- 20. Peter von Winter, Requiem in c-Moll. Herausgegeben von Angelika Tasler. 2010.
- 21. Tommaso Traetta, Siroé. Herausgegeben von Jörg Riedlbauer. 2018.
- 22. Friedensgesänge 1621–1651. Musik zum dreissigjährigen Krieg. Kompositionen von Johannes Werlin (1620–1675)[2], Sigmund Theophil Staden, Andreas Berger und Melchior Franck. Herausgegeben von Stefan Hanheide. 2012.
- 23. Giovanni Benedetto Platti, Ausgewählte Concerti für Violoncello und Triosonaten mit obligatem Violoncello. Herausgegeben von Frohmut Dangel-Hofmann. 2011.
- 24. Johann Anton Bachschmid, Sechs Solokonzerte für Violine, Flöte und Fagott. Herausgegeben von Christoph Großpietsch. 2014.
- 27. Johann Jakob Schnell, Concerta commode tractabilia op. 3 (Bamberg 1731). Herausgegeben von Alexander Heinzel. 2017.
- Sonderband 1: Das Flötnersche Kartenspiel und andere Curiosa der Musiküberlieferung des 16. Jahrhunderts aus Franken. Herausgegeben von C. R. Crosby jr. 1967.
- Sonderband 2: Das Lochamer-Liederbuch. Einführung und Bearbeitung der Melodien von W. Salmen, Einleitung und Bearbeitung der Texte von Chr. Petzsch. 1972.